# Zvi Rav-Ner

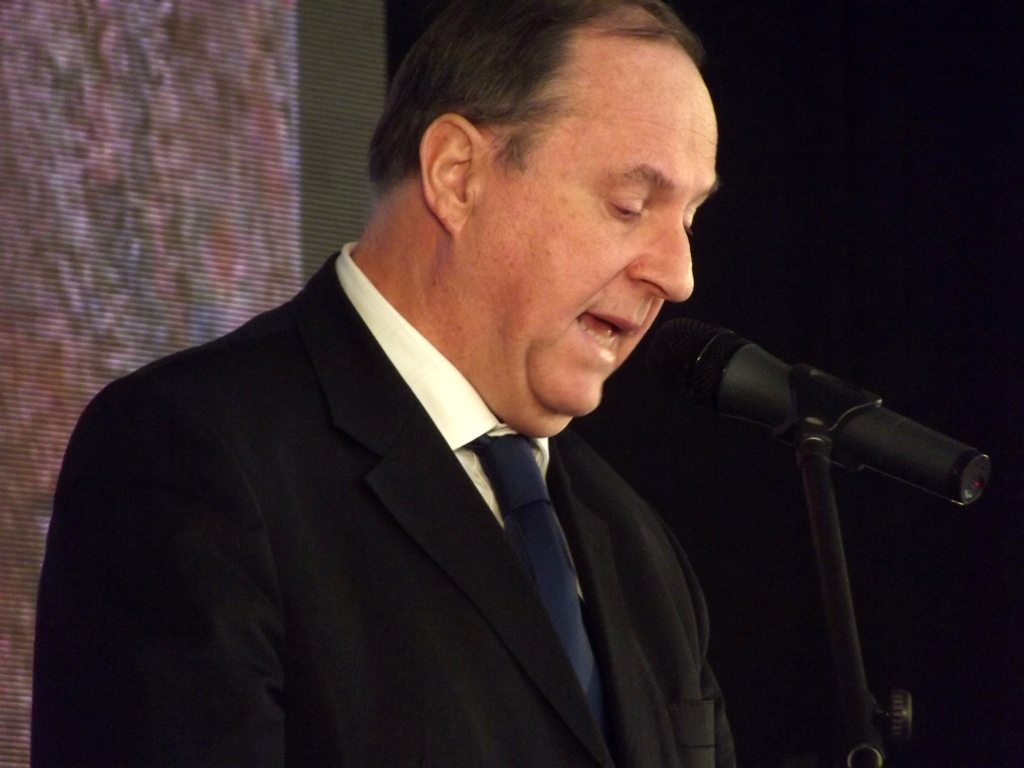
Zvi Rav-Ner, 2013

Zvi Rav-Ner (hebräisch צבי רבנר; * 1950 in Świdnica, Polen) ist ein israelischer Diplomat. Von April 2009 bis 2014 war er Botschafter in Polen.
1957 emigrierte Rav-Ner mit seinen Eltern nach Israel. Von 1969 bis 1972 leistete er seinen Militärdienst. Danach studierte er von 1972 bis 1976 an der Universität Tel Aviv und erhielt seinen Bachelor of Arts (B.A.). 1977 begann er im israelischen Außenministerium zu arbeiten. Nachdem er von 1978 bis 1980 im Southern-Eastern Mediterranean Department, einer Abteilung des Außenministeriums, tätig gewesen war, wurde Rav-Ner 1980 Zweiter Sekretär an der israelischen Botschaft in Helsinki, Finnland. Später erfolgte seine Beförderung zum Ersten Sekretär. 1983 wechselte er an die israelische Botschaft in Bukarest, wo er als Erster Sekretär und Deputy Chief of Mission fungierte. 1985 kehrte Rav-Ner nach Israel zurück und wurde Botschaftsrat sowie Stellvertretender Direktor der Osteuropa-Abteilung des Außenministeriums. Von diesem Posten wechselte Rav-Ner 1988 an die israelische Botschaft in London und arbeitete dort bis 1993 als Minister Counsellor für Public Affairs. Während dieser Zeit fungierte er 1990 als Geschäftsträger an der israelischen Botschaft in Warschau. Von 1993 bis 2001 war er Direktor der Zentraleuropa-Abteilung des israelischen Außenministeriums. Rav-Ners nächster Posten führte ihn erneut nach London, wo er nun von 2001 bis 2006 Gesandter an der israelischen Botschaft war. 2004 war er Geschäftsträger der Botschaft. 2006 wurde er erneut Direktor der Zentraleuropa-Abteilung und blieb dies bis 2009. Von 2009 bis 2014 war er der israelische Botschafter in Polen.
Rav-Ner ist seit 1973 verheiratet. Er ist Vater zweier Söhne und einer Tochter.